# Alexandre Peyron

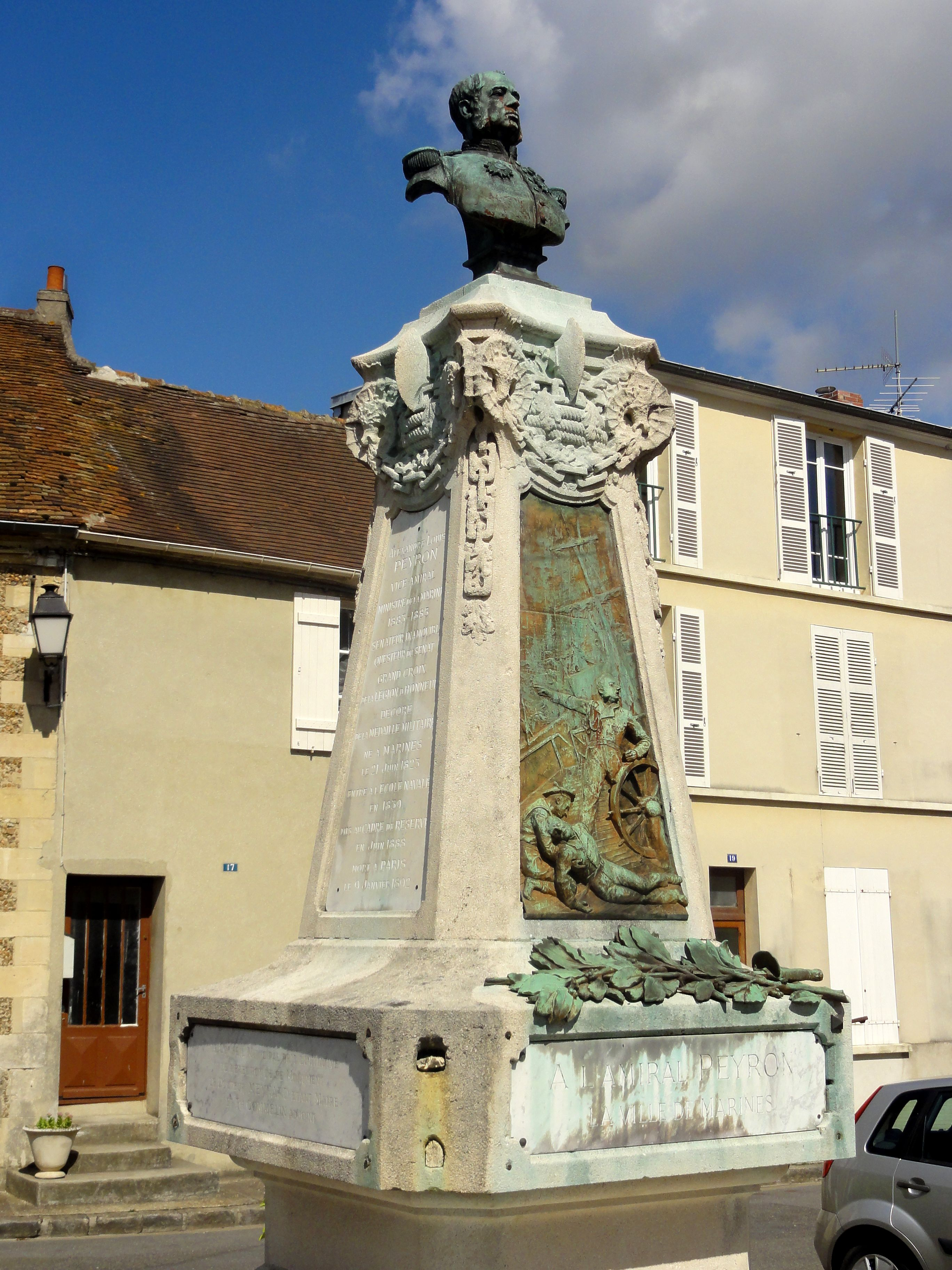
Monument över Alexandre Peyron i hans hemstad.

Alexandre Louis François Peyron, född den 21 juni 1823 i Marines (departementet Seine-et-Oise), död den 9 januari 1892 i Paris, var en fransk amiral och politiker.
Peyron inträdde 1839 i marinens tjänst, deltog som löjtnant i expeditionerna till Östersjön och Sevastopol under Krimkriget, stred sedan bland annat i Kochinkina, där han för visad tapperhet befordrades till fregattkapten (1861), och deltog även i expeditionen till Mexiko. Peyron blev 1877 konteramiral, var 1880-82 med ett kortare avbrott chef för marinministeriets generalstab, blev 1881 viceamiral och inträdde i augusti 1883 som marinminister i Ferrys kabinett, med vilket han avgick den 30 mars 1885. År 1884 valdes han till senator på livstid.